# Дизелови мотриси БДЖ серия 24-00
През 1938 БДЖ вземат под наем една четириосна дизелова мотриса тип 015 от Италианските железници „FS“. Докато е в България мотрисата катастрофира тежко и е решено тя да се изпрати за ремонт във фабриката в Торино и след това да се закупи. Така в БДЖ се появява първата четириосна мотриса, която получава серия и номер АВмот-м 04 – 01. Тя има 40 места (17 първа класа и 23 – втора). Между двете пътнически отделения е разположена кухнята, която се използвала при дългите пътувания. Има още помещения за поща (началник-влак), тоалетна и място за багаж в двете преддверия. В двата края има командни постове, разположени отляво по посока на движението. През 1943 г. са закупени още 7 броя мотриси, строени през 1936 и 1937 г., които получават номера 04 – 02 до 04 – 08.
Мотрисите започват да обслужват експрес „Тракия“ – София – Пловдив – София до неговото спиране през 1950 г. Така в периода 1953 – 1964 г. мотрисите са преобзаведени по следния начин:
- 04 – 08 става пилотна и салон-мотриса на Министерството на транспорта;
- 04 – 03, 04 – 04 и 04 – 07 – за служебни пътувания, съответно на бившите Железопътни управления в Горна Оряховица, София и Пловдив;
- 04 – 02, 04 – 05 и 04 – 06 – с дървени пейки за крайградско движение;
- 04 – 01 – за салон-мотриса за Специалния отдел на Министерството на транспорта.

От 1 януари 1965 г. получават новото си означение 24 – 01 до 24 – 08, с което повечето остават до края на експлоатацията си. Между 1968 и 1978 поради износеност са подменени всички дизелови двигатели с изключение на 04 – 02, която е вече бракувана поради опожаряване през 1959 г. Всички останали мотриси са бракувани в периода 1975 – 1989 г. През пролетта на 1989 г. в локомотивно депо София е възстановена катастрофиралата през 1986 г. мотриса 24 – 08 (от 1988 г. с 14 008.7) с идеята да остане действаща дизелова мотриса на БДЖ. През 1998 г. от мотрисата е извадено цялото обзавеждане и мебелировка и е повредена машинната част. Следват още около 8 години на престой на открито и разграбване и през 2007 г. е продадена на НКЖИ.
| Експл. № FS | Получена в БДЖ | Експлоатационен номер | Експлоатационен номер | Експлоатационен номер | Бележки                                        |
| Експл. № FS | Получена в БДЖ | доставена             | от 1965 г.            | от 1988 г.            | Бележки                                        |
| ----------- | -------------- | --------------------- | --------------------- | --------------------- | ---------------------------------------------- |
| 40 1020     | 1940           | 04 – 01               | 24 – 01               | -                     | Бракувана 1983 г.                              |
| 40 1009     | 1941           | 04 – 02               | 24 – 02               | -                     | Опожарена 1959 г. и бракувана                  |
| 40 1017     | 1942           | 04 – 03               | 24 – 03               | -                     | Бракувана 1985 г.                              |
| 40 1021     | 1942           | 04 – 04               | 24 – 04               | -                     | Бракувана 1986 г.                              |
| 40 1022     | 1943           | 04 – 05               | 24 – 05               | -                     | Бракувана 1982 г.                              |
| 40 1019     | 1943           | 04 – 06               | 24 – 06               | -                     | Бракувана 1975 г.                              |
| 40 1001     | 1943           | 04 – 07               | 24 – 07               | -                     | Бракувана 1989 г.                              |
| 40 1007     | 1943           | 04 – 08               | 24 – 08               | 14 008.7              | Възстановена 1989 г. продадена на НКЖИ 2007 г. |